# Gare de Masuda
La gare de Masuda (益田駅, Masuda-eki) est une gare ferroviaire de la ville de Masuda, dans la préfecture de Shimane au Japon. Elle est exploitée par la compagnie JR West.

## Situation ferroviaire
La gare de Masuda est située au point kilométrique (PK) 514,5 de la ligne principale San'in. Elle marque la fin de la ligne Yamaguchi.

## Histoire
La gare a été inaugurée le 1er avril 1923.

## Service des voyageurs

### Accueil
La gare dispose d'un bâtiment voyageurs ouvert tous les jours, avec des guichets pour l'achat de titres de transport.

### Desserte
- Ligne principale San'in :
  - voies 1 à 3 : direction Izumoshi, Matsue et Yonago / Nagatoshi
- Ligne Yamaguchi :
  - voies 1 à 3 : direction Tsuwano, Yamaguchi et Shin-Yamaguchi